# Коновалов, Тимофей Степанович
Тимофей Степанович Коновалов (9 февраля 1914, село Бобылевка, Российская империя — 7 декабря 1988, село Манвеловка, Васильковский район, Днепропетровская область, Украинская ССР) — директор совхоза имени Ленина Иртышского района Павлодарской области, Казахская ССР. Герой Социалистического Труда (1957).

## Биография
Родился в 1904 году в крестьянской семье в селе Бобылевка (сегодня — Сумская область Украины). С раннего возраста трудился в сельском хозяйстве. Во время коллективизации вступил в местный колхоз. После начала Великой Отечественной войны вместе с колхозом эвакуировался в Саратовскую область. В июле 1942 года добровольцем ушёл на фронт. Воевал на Калининском фронте около Ржева в составе 1235-го стрелкового полка 373-й стрелковой дивизии 43-й Армии. В марте 1943 года получил контузию. После выздоровления служил в штабе 252-го отдельного автотранспортного батальона 3-й воздушной Армии.
После демобилизации поселился в Днепропетровской области. Трудился в сельском хозяйстве. С 1948 года — директор одного из местных совхозов. В 1953 году отправился на освоение целинных земель в Казахскую ССР. Был назначен директором совхоза имени Ленина Иртышского района.
За короткое время вывел колхоз в число передовых сельскохозяйственных предприятий Павлодарской области. Указом Президиума Верховного Совета СССР от 11 января 1957 года удостоен звания Героя Социалистического Труда за «особо выдающиеся результаты, достигнутые в работе по освоению целинных и залежных земель, и получение высокого урожая» с вручением ордена Ленина и золотой медали «Серп и Молот» (№ 7206).
Возглавлял совхоз до 1962 года, когда возвратился на родину. Трудился в совхозе № 626 Васильковского района. Проживал в селе Манвеловка, где скончался в декабре 1988 года.
Награды
- Герой Социалистического Труда
- Орден Ленина
- Орден Отечественной войны 2 степени (11.03.1985)
- Медаль «За боевые заслуги» (09.07.1944)